# الاستيطان اليوغوسلافي لكوسوفو

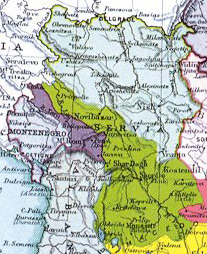

بدأ استيطان كوسوفو من طرف مملكتي الجبل الأسود وصربيا في بداية القرن العشرين، وأتمّته فيما بعد الدولة التي خلفتهما، يوغوسلافيا، عبر فترات زمنية امتدت ما بين الحربين العالمية الأولى والثانية حتى العام 1999. طوال القرن العشرين، مرّت كوسوفو بثلاث حملات غزو استهدفت إنقاص عدد السكان الألبان واستبدالهم بسكّانٍ صرب ومن الجبل الأسود. كان من أهداف برنامج الغزو التغيير الإثني للسكان في المنطقة التي شكّل الألبان فيها أغلبية عِرقية بعد أن أصبحت المنطقة جزءاً من يوغوسلافيا في بداية القرن العشرين. أيضاً مُهّد للغزو بوصفه حلّاً للمخاوف من انفصال الألبان، والحاجة إلى تأمين كوسوفو، وهي منطقة إستراتيجية. كان في نظر النخب السياسية الصربية أن كوسوفو كانت منطقة خاضعة لصربيا في القرون الوسطى المتأخرة وأن الألبان استوطنوها مع الغزو العثماني. وبناءً عليه، بُرِّرت عملية الاستيطان اليوغسلافي لكوسوفو وتهجير أهلها وشراء ممتلكاتهم باعتبارها «جزءاً منطقياً لحرب التحرير» التي شنّتها أربع دولٍ بلقانية ضدّ الإمبراطورية العثمانية.
جاءت المحاولات الأولى الاستيطان من طرف الجبل الأسود وصربيا خلال حروب البلقان والحرب العالمية الأولى. بعد انتهاء الحروب وقيام دولة يوغوسلافيا، شهدت فترة ما بين الحرب العالمية الأولى والثانية أشدّ حركات الاستيطان نشاطاً. نحو 65.000 مستوطن، كان 90% منهم صرب، استوطنوا المنطقة التابعة لولاية كوسوفو، والتي انتُزعت من العثمانيين في العام 1912.  واستوطن عددٌ إضافي من موظفي الدولة وعائلاتهم في كوسوفو. واكبَ الاستيطان الصربي سياسةُ التهجير القسري للعِرق الألباني، شاركت في ذلك تركيا التي أعادت توطينهم في مناطقها.
خلال الحرب العالمية الثانية، أُلحِقت كوسوفو بألبانيا الخاضعة للسيطرة الإيطالية، وفرّ المستوطنون الصرب منها إلى صربيا والجبل الأسود الخاضعتين لسيطرة دول المحور. بعد الحرب، أوقف الرئيس جوزيف تيتو برنامج الاستيطان وسمح بعودة جزئية للمستوطنين الصرب الذين انتقلوا خلال فترة ما بين الحربَين. أوكل تيتو إدارة كوسوفو إلى رئيس الشرطة آليكساندر رانكوفيتش، الذي أشرف على استمرار برنامج التهجير القسري بحقّ الألبان إلى تركيا. استمرّ إعادة المستوطنين الصرب إلى كوسوفو حتى الإطاحة برانكوفيتش في العام 1966. في أواخر تسعينيات القرن العشرين، حاول نظام الرئيس سلوبودان ميلوشيفيتش استيطان كوسوفو باستخدام إغراءات مالية ووعود بالتوظيف لتشجيع استيطان الصرب في كوسوفو، ولاحقاً من خلال التوطين القسري للاجئين الصرب من حروب يوغوسلافيا.

## التاريخ

### المرحلة الأولى: حروب البلقان والحرب العالمية الأولى (الجبل الأسود وصربيا)
كانت كوسوفو جزءاً من الإمبراطورية العثمانية، وبعد حروب البلقان (1912 – 1913)، احتلّت مملكة الجبل الأسود المنطقة الغربية فيها، والبقية احتلّتها صربيا. ابتداءً من العام 1912، بدأت مملكة الجبل الأسود عملية الاستيطان وأقرّت قانوناً يصادر 55.000 هكتار من الأراضي الألبانية ويملّكها لخمسة آلاف مستوطن من الجبل الأسود. اتخذت صربيا خطوات مشابهة بتطبيق قانون يهدف إلى توطين الصرب في «المناطق المحررة مؤخراً»، ومنح كل عائلة 9 هكتارات من الأرض.

### المرحلة الثانية: يوغوسلافيا بين الحربين العالمية الأولى والثانية
بعد انتهاء الحرب العالمية الأولى، أصبحت كلّ من صربيا والجبل الأسود جزءاً من يوغوسلافيا. استُعيدت السيطرة الصربية على كوسوفو، وبدأت الدولة بمكافحة روح الانفصال لدى الألبان من خلال سياسة هدفت إلى تغيير كوسوفو من الناحية الدينية والديموغرافية وجعلها منطقةً صربية من خلال الاستيطان. رغم توقيع يوغوسلافيا على معاهدة حماية الأقليات، فإنّها لم تعترف بحقوق الألبان بوصفهم أقلية ولم تسمح لهم بتعليم لغتهم. اعتُبرت كوسوفو ذات أهمية إستراتيجية استثنائية بالنسبة ليوغوسلافيا، التي سعت حثيثاً إلى طرد السكان الألبان واستبدالهم بسكان صربيين من خلال إما العنف أو سياساتٍ بيروقراطية بتطبيق قوانين انتزاع الأراضي من الألبان وتمليكها للمحاربين الصرب القدامى، والموظفين الحكوميين وعائلاتهم. كان من القوانين التي طبّقتها يوغوسلافيا، قانون الإصلاح الزراعي الذي بسط يد الحكومة اليوغسلافية على أي أراضٍ مشاعٍ، أو مهجورة، أو تتبع لخارجين عن القانون. بلغت مساحة الأراضي التي اعتُبرت مهجورةً 228.000 هيكتاراً، وكانت جميعها أراضٍ صالحة للزراعة. خلال الفترة من 1919 – 1928، استوطنت نحو 15.912 عائلة صربية كوسوفو، تبعاً للقانون. واستلزم ذلك إنشاء 106 مستعمرة و245 مستوطنة، أُطلقت عليها أسماءٌ صربيّة، وفي بعض الحالات غُيِّرت أسماء بعض الأماكن من الألبانية إلى الصربية.
كان من بعض أهداف الاستيطان اليوغوسلافي في كوسوفو هو الحدّ من هجرة مواطني يوغوسلافيا والجبل الأسود إلى أمريكا الشمالية.
بين الأعوام 1918 و1923، ونتيجةً لسياسات الدولة اليوغوسلافية، هاجر 30.000 ألباني مسلم إلى المناطق التركية، إزمير وأناتوليا. نظرت السلطات اليوغوسلافية إلى العنصر الألباني على أنه معادٍ وفضّلت تقليل وجوده في يوغوسلافيا. قابل ذلك تشجيعٌ من تركيا لهجرتهم رغبةً منها في ملء الفراغ السكاني في أناتوليا بعد إفراغها من اليونانيين الأرثوذكس بسكان ناطقين باللغة التركية، خلال تبادل السكان في 1923.
اعتُبرت هذه المرحلة الاستيطانية فاشلةً لأن 60 إلى 80 ألف نسمة من الذين أبدوا استعداداً للاستيطان وحصلوا على الأرض، لم يبقوا في كوسوفو.

#### نتائج: الحرب العالمية الثانية
خلال الحرب العالمية الثانية، أُلحقت مساحة كبيرة من كوسوفو بألبانيا التي سيطرت عليها إيطاليا. اعتبر الألبان في كوسوفو الطليان محرّرين، وسعوا إلى معالجة سياسات الاستيطان الماضية ومحاولة هيمنة العنصر السلافي. وهكذا انقلبت موازين القوى بين الألبان والصرب في ظلّ الإدارة الجديدة، ما أدّى إلى حملات انتقامية ضد الصرب، نتج عنها تدمير ممتلكاتهم، قتل، وتهجير. يقدّر المؤرخون الصرب أنّ ما يقارب 100.000 صربي غادروا كوسوفو بين الأعوام 1941 – 1945.

### المرحلة الثالثة: يوغوسلافيا الشيوعية
بعد انتهاء الحرب العالمية الثانية، وقيام حُكم شيوعي في يوغوسلافيا، أوقف الرئيس جوزيف تيتو برنامج الاستعمار، لعدم رغبته في تأجيج الصراعات الطائفية والعِرقية في البلاد. سمح تيتو بعودة بعض المهجَّرين الصرب إلى كوسوفو.
أُعيدت بعض الأراضي المصادرة منذ العام 1912 وما بعده إلى أصحابها الألبان الأصليين، شمل ذلك إعادة 200.000 هكتار. حاولت السلطات اليوغوسلافية فصم العُرى بين الألبان في ألبانيا والألبان في كوسوفو، وتطبيق سياسة التتريك التي شجّعت تعلّم اللغة التركية لدى الألبان وهجرتهم إلى تركيا. يقدّر المؤرخ نويل مالكولم أن عدد الألبان الذين هاجروا إلى تركيا بين 1953 – 1957 يبلغ 10.000 ألباني.
تحت إدارة مدير جهاز الشرطة اليوغسلافية آليكساندر رانكوفيتش، بدأت موجة جديدة من الاستعمار الصربي لكوسوفو انتهت في العام 1966.

### المرحلة الرابعة: حكومة سلوبودان ميلوشيفيتش
علّق الدستور الصربي الجديد حالة الحكم الذاتي في كوسوفو وفويفودنيا التي مُنحت وفقاً للدستور الفيدرالي اليوغوسلافي في العام 1974. في العام 1990، كان لدى الرئيس سلوبودان ميلوشيفيتش خطة لتوطين 100.000 صربيّ في كوسوفو، رغم أن الخطة لم تتم. اعتقد ميلوشيفيتش أنّ إعادة استعمار كوسوفو سيؤدي إلى نموّ في اقتصاد صربيا. بحلول العام 1992، تدهور الوضع في كوسوفو ووصل الحال بين سياسيّي الطرفين إلى طريق مسدود لإيجاد حلول مستقبلية للمنطقة.
أقرّ البرلمان الصربي قوانيناً تسعى إلى تغيير توازن القوى في كوسوفو، تتعلق بالاقتصاد، والسكان، والسياسة. استُبدل الموظفون الألبان في الحكومة والشرطة بآخرين صرب، وأصبحت اللغة الصربية هي اللغة الرسمية الوحيدة في الإقليم. وُثّقت انتهاكات حقوق الإنسان في كوسوفو في تقرير رابطة هيلسنكي الدولية لحقوق الإنسان، 1993. 
في ذلك الحين، اعتبر القوميون الصرب أن عملية «الصربنة» تستلزم إعادة توطين الصرب في كوسوفو والحدّ من الأفضلية الممنوحة للعِرق الألباني فيها. وعزفت وسائل الإعلام الصربية والمناهج المدرسية على نفس الوتر، بأن كوسوفو كانت للصربيين ولا مكان للألبان فيها. لم يتخلّف المثقفون والآكاديميون الصرب عن الهوجة القومية هذه ونادوا بإجراءات تراوحت من الدعوة إلى فرض قوانين الأسرة في كوسوفو للحدّ من نسبة المواليد المرتفعة عند الألبان، إلى تهجيرهم قسرياً، إلى التوطين الجبري للمواطنين الصرب في كوسوفو.
في 11 يناير 1995، أقرّ البرلمان الصربي قانون الاستعمار في كوسوفو التابعة لجمهورية يوغوسلافيا الفيدرالية. وفقاً للقانون هذا، تمنح الحكومة امتيازاتٍ للمواطنين الصرب الراغبين بالعيش في كوسوفو، من قروض لبناء البيوت وشراء المساكن وتملّك الأراضي. لم يتشجّع الكثير من الصرب لهذا، بسبب الوضع المتدهور في كوسوفو.
بعد حروب يوغوسلافيا، طُبِّقت سياسة الاستيطان في كوسوفو من خلال إجبار اللاجئين الصرب من كرواتيا والبوسنة على الاستيطان في كوسوفو، في خطوةٍ لقيت إدانة واسعة من العديد من الدول.
بعد اندلاع الصراع في بداية العام 1997، غادر كوسوفو عدد يقدّر بتسعة آلاف لاجئ صربي، و20.000 مواطن صربي محلي من كوسوفو. ساءت العلاقات بين اللاجئين الصرب والمواطنين الألبان المحليين وأدّت إلى حوادث عنف.
جرّمت الحكومة الصربية بيع الملكية من الصرب للألبان، وصعّبت على الألبان في الخارج العودة إلى كوسوفو، وفرضت غراماتٍ على العائلات الألبانية التي تُنجب أكثر من طفلٍ واحد، بينما شجّعت الصرب في كوسوفو على إنجاب أكثر من طفل.
اقتضت سياسة الصربنة في كوسوفو منح الامتيازات الاقتصادية والخدميّة للصرب وتفضيلهم في السكن والتوظيف والاستثمار على مواطنيهم الألبان الذين تمّ إقصاؤهم أو تحجيم مشاركتهم الاقتصادية.
بين العامين 1997 – 1998 أدّى فشل المقاومة السياسية لألبان كوسوفو والمفاوضات بين الطرفين إلى الانزلاق في صراع مسلّح بين جيش تحرير كوسوفو والصرب. ومع تفاقم الصراع في كوسوفو، في 1999 تدخّل المجتمع الدولي لوضع حدّ للعداوة من خلال المفاوضات، ثم عسكرياً. خلال حرب كوسوفو (مارس – يونيو 1999)، هجّرت القوات الصربية بين 800.000 ومليون ألباني من كوسوفو، مستخدمةً إجراءات كمصادرة الوثائق الشخصية لتصعيب أي محاولة عودة مستقبلية. 
عاد ألبان كوسوفو بعد تدخّل الناتو عسكرياً وبعد انتهاء الحرب.